# Glenn Killing
Glenn Killing är en fiktiv journalist och programledare, spelad av Henrik Schyffert. Killing dök först upp i en biroll i TV-programmet Popitopp 1991, och lanserades som huvudperson i programmet I manegen med Glenn Killing året efter. Han återkom senare i olika upplagor av detta program samt i NileCity 105,6.

## Om figuren
Man vet inte mycket om Glenn utöver det faktum att han jobbar med radio och TV.
Han är i stor utsträckning the straight guy som tycks vara beredd att acceptera det mesta i samband med sina intervjuer. Stundtals har Glenn hamnat i förnedrande situationer under intervjuerna som till exempel när han intervjuade Lena Philipsson i manegen.
Som radioman fortsatte Glenn att intervjua udda människor (ofta med referenser till personligheter inom olika typer av media). Bland de referensnamn Glenn intervjuat återfinns Fred Asp (f d medlem av Imperiet), Nate Dogg (Hip Hop-artist), Lol Tolhurst (f d medlem i The Cure), Mick Talbot (producent och f d medlem av The Style Council), Jan Gradvall (journalist) och Per Hagman (författare). Under sin tid på NileCity samarbetade Glenn med bisittare som Robban (”Fredagspub”), kuratorn farbror Barbro samt sportkommentatorn Sudden.
Enda gången Glenn tappat huvudet under någon sändning var då han i ett inslag med ”Fredagspub” slog ned en kollega (spelad av Johan Rheborg) för att denne härmade honom. Vid ett annat tillfälle orkade han heller inte hålla entusiasmen uppe under en intervju med Brainpool utan bad gruppen att avlägsna sig.